# Sărituri în apă la Jocurile Olimpice de vară din 2024 - 3 metri trambulină sincron (masculin)
Proba masculină de sărituri în apă - 3 metri trambulină sincron de la Jocurile Olimpice de vară din 2024 de la Paris a avut loc pe 2 august 2024, la Piscina olimpică din Saint-Denis.

## Program
Orele sunt ora Franței (UTC+1) 
| Data                  | Oră   | Etapă  |
| --------------------- | ----- | ------ |
| Vineri, 2 august 2024 | 15:00 | Finala |

## Rezultate
| Loc | Săritori                              | Țară                       | Finală     | Finală     | Finală     | Finală     | Finală     | Finală     | Finală |
| Loc | Săritori                              | Țară                       | Săritura 1 | Săritura 2 | Săritura 3 | Săritura 4 | Săritura 5 | Săritura 6 | Puncte |
| --- | ------------------------------------- | -------------------------- | ---------- | ---------- | ---------- | ---------- | ---------- | ---------- | ------ |
| 1   | Wang Zongyuan Long Daoyi              | China                      | 54,60      | 52,80      | 79,56      | 77,70      | 85,68      | 95,76      | 446,10 |
| 2   | Osmar Olvera Juan Celaya              | Mexic                      | 49,80      | 46,80      | 82,62      | 85,69      | 84,36      | 94,77      | 444,03 |
| 3   | Anthony Harding Jack Laugher          | Marea Britanie             | 49,80      | 49,20      | 82,62      | 76,50      | 85,41      | 94,62      | 438,15 |
| 4   | Giovanni Tocci Lorenzo Marsaglia      | Italia                     | 50,40      | 48,00      | 73,47      | 82,62      | 74,46      | 74,10      | 403,05 |
| 5   | Jules Bouyer Alexis Jandard           | Franța                     | 47,40      | 47,40      | 69,36      | 60,42      | 77,52      | 67,20      | 369,30 |
| 6   | Adrian Abadia Nicolas Garcia Boissier | Spania                     | 47,40      | 45,00      | 64,80      | 69,75      | 72,45      | 62,22      | 361,62 |
| 7   | Danylo Konovalov Oleg Kolodiy         | Ucraina                    | 47,40      | 43,80      | 58,14      | 67,89      | 62,70      | 68,34      | 348,27 |
| 8   | Tyler Downs Greg Duncan               | Statele Unite ale Americii | 49,80      | 48,60      | 37,74      | 72,42      | 64,05      | 73,47      | 346,08 |